# Vivien Jackl
Vivien Jackl, född 17 oktober 2008, är en ungersk simmare.

## Karriär
Vid europamästerskapen i simsport 2024 tog Jackl silver på 400 meter medley och guld på 1 500 meter fritt.